# 大阪商業大学日本拳法部集団暴行事件
大阪商業大学日本拳法部集団暴行事件（おおさかしょうぎょうだいがくにほんけんぽうぶしゅうだんぼうこうじけん）は、2015年3月に発生した傷害事件。大阪商業大学日本拳法部の複数の部員が1人の部員に対して集団暴行を行った。

## 概要

### 集団暴行の内容
2015年3月6日、大阪商業大学学生会館では日本拳法部の合宿が行われていた。同日の夜に学生会館の浴槽で1年生の部員の首を2人で後ろから締め上げ、何度も顔面を沈めるという行為が行われ、部活動の責任者である主将がその行為を見て楽しんでいた。これが一連の集団暴行の始まりであり、以後3日間にかけて暴行がエスカレートしていった。
翌3月7日未明には、主将が被害部員を全裸にして下半身を他の部員の顔面に押し付けることをさせた。そしてその光景を携帯電話のカメラで撮影して、その画像をアプリを通じて他の部員と共有していた。
3月7日の夜から3月8日未明にかけては打ち上げと称する宴会が行われ、ここでも集団暴行が行われた。ここで被害部員は主将から平手打ちをされウイスキーの一気飲みをさせられ全裸にされた。次いで加害部員らは被害部員の体に落書きをし、背中を火であぶり、肛門に竹串を突き刺すなどした。被害部員がそこから逃げ出すと、主将は他の1年生部員に連れてくるように命じ、そこで1年生部員は被害部員に頭突きをして怪我をさせた。

### 事件の発覚
合宿が終わってから2日後の3月10日に被害部員と父親が大阪府警察に通報したことから事件が発覚し、そこから捜査が始まる。この合宿には部員8人と入部予定の5人の計13人が参加していた。最も激しい暴行が行われた打ち上げにはそのうちの計11人が参加していた。
事件の全容が解明されたきっかけは、入部予定者が録音していた音声データであった。これは挨拶の仕方を早く覚えたいという目的から録音されていたものであった。このデータと、被害部員の下半身の画像などから暴行の証拠を積み重ね、主将ら3人は逮捕されることとなった。

### 学生の処分
大阪商業大学はこの事件を内部調査した結果、飲酒の強要と1年生部員の頭突きがあったことから、日本拳法部を無期限活動停止処分とし、主将らを無期限停学処分としたが、これに対して処分が甘すぎるという電話や電子メールでの批判が約50件寄せられた。
5月29日、大阪地方検察庁は、暴行や強要の罪で成年であった主将ともう1人の部員を起訴し、未成年者であった1人の部員を非行事実で家庭裁判所に送致した。
6月3日、大阪商業大学は主将ら3人を退学処分とし、日本拳法部の総監督と監督を解任した。